# Chính sách thu nhập
Chính sách thu nhập là chính sách của chính phủ tác động trực tiếp đến tiền công, giá cả với mục đích chính là để kiềm chế lạm phát. Chính sách này sử dụng nhiều loại công cụ, từ các công cụ có tính chất cứng rắn như giá, lương, những chỉ dẫn chung để ấn định tiền công và giá cả, những quy tắc pháp lý ràng buộc sự thay đổi giá cả và tiên lương,... đến những công cụ mềm dẻo hơn như việc hướng dẫn khuyến khích bằng thuế thu nhập...
chính sách nầy sử dụng nhiều công cụ như giá (P), lương (W), những chỉ dẫn chung để ấn định tiền công và giá cả, những quy tắc pháp lý ràng buộc sự thay đổi giá cả và tiền lương...Ngoài ra chính phủ còn sử dụng những công cụ mềm dẻo như việc hướng dẫn, khuyến khích bằng thuế thu nhập.
- chính sách thu nhập gọi chính xác là chính sách giá cả tiền lương.
- Muốn lạm phát chậm lại, cần kiềm chế việc tăng cung tiền và chi tiêu của chính phủ.
- Kiểm soát lạm phát là một mục tiêu lớn thì chính phủ tìm cách đảm bảo giá cả ổn định.